# Cappella Reale di Granada
La Cappella Reale di Granada (in spagnolo: Capilla Real de Granada) è un edificio in stile gotico isabellino, costruito tra il 1505 e il 1517, e originariamente integrato nel complesso della vicina Cattedrale di Granada. È il luogo di sepoltura dei monarchi spagnoli, la regina Isabella I e il re Ferdinando, i monarchi cattolici. Oltre a questi collegamenti storici, questo edificio contiene anche una galleria di opere d'arte e altri oggetti associati alla regina Isabella.

## Storia

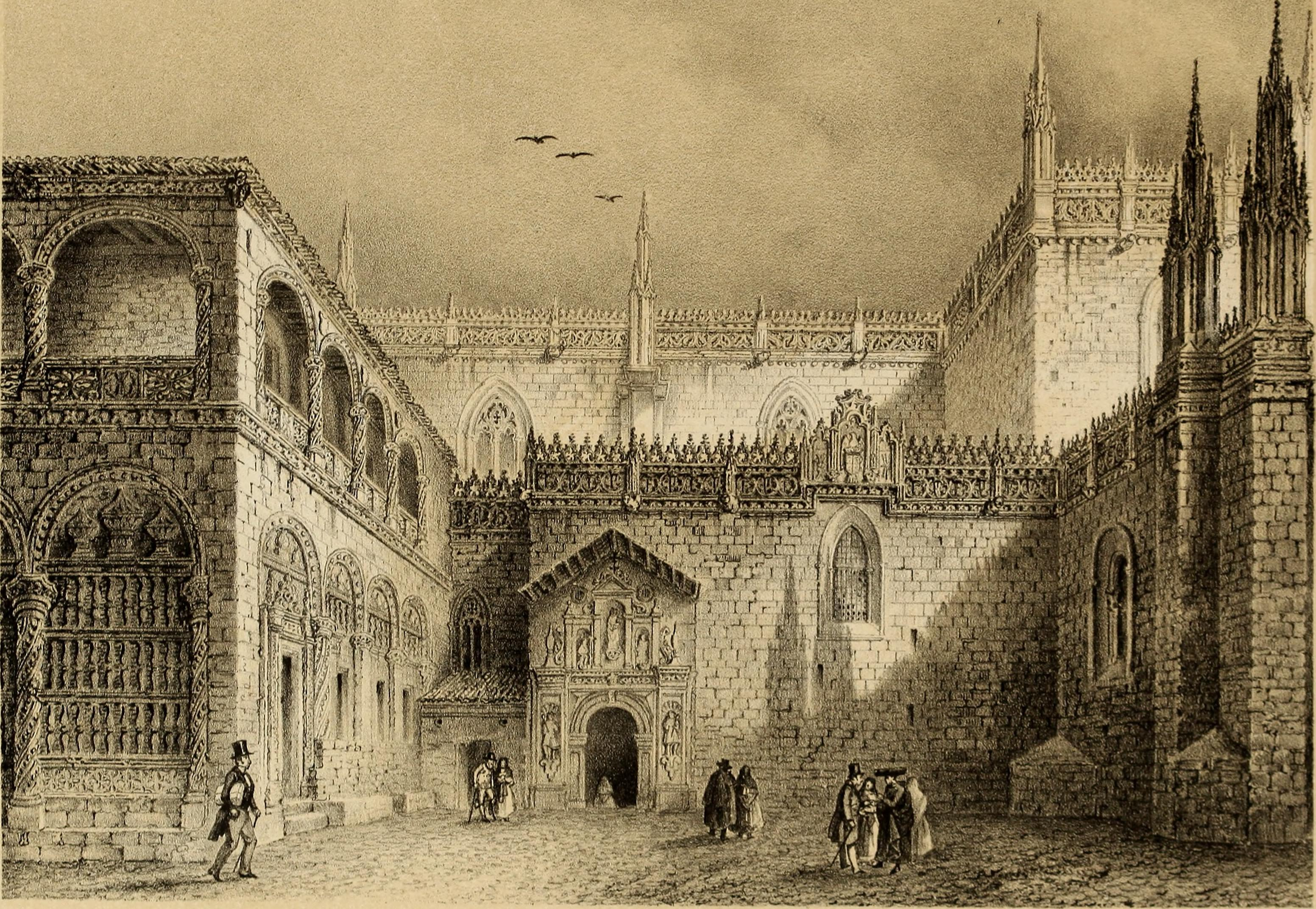
Cappella reale di Granada nel 1850, disegno di Francesc Xavier Parcerisa e pubblicato in Recuerdos y bellezas de España.

La dinastia dei Nasridi di Granada fu l'ultima del dominio moresco di al-Andalus a cadere durante la Reconquista. Ciò avvenne nel 1492 durante il regno dei monarchi cattolici, con la conquista della città di Granada che fu una tappa importante del loro regno congiunto. Il 13 settembre 1504 dichiararono che volevano che le loro spoglie fossero, un giorno, portate a Granada, e a questo scopo fu emessa una bolla reale a Medina del Campo, Castiglia e León, per la costruzione della Cappella Reale. 
La Cappella Reale fu costruita tra il 1505 e il 1517 in stile gotico isabellino e dedicata a San Giovanni Battista e San Giovanni Evangelista, costruita sotto la direzione di Enrique Egas. Ache Juan Gil de Hontañón, Juan de Badajoz il Vecchio e Lorenzo Vázquez di Segovia furono coinvolti nel progetto di costruzione.
Il XVI secolo fu l'epoca di massimo splendore della Cappella Reale. La costruzione avvenne durante la vita del re Ferdinando e la Cappella fiorì sotto il suo successore, l'imperatore Carlo V.

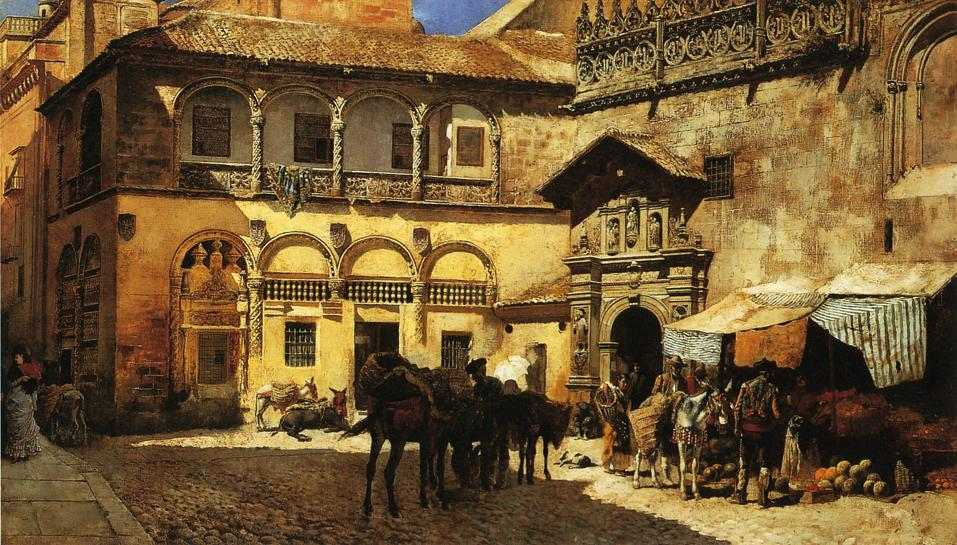
Piazza del Mercato di fronte alla Sagrestia e Porta della Cattedrale di Granada nel XIX secolo, disegno dell'americano Edwin Lord Weeks.

La fine del XVIII e l'inizio del XIX secolo portarono difficoltà all'istituzione. Queste erano legate ai cambiamenti politici, alle difficoltà economiche e al profondo cambiamento nelle relazioni Stato-Chiesa. Il regime liberale si concluse con il regime del patrocinio e le fondamenta originali dell'istituzione divennero un'entità completamente ecclesiastica.
Una certa stabilità fu determinata dal Concordato del 1851 a cui fece seguito un regio decreto di riorganizzazione delle Cappelle Reali. Isabella II, che visitò la Cappella nel 1862, promosse una nuova organizzazione. Con la Restaurazione si raggiunse un nuovo equilibrio, che si manifestò a partire dagli anni del quarto centenario della capitolazione di Granada e della scoperta delle Americhe. A seguito di questo rinnovamento, questo periodo vide anche le prime pubblicazioni scientifiche sulla Cappella e la sua collezione d'arte.
Nel corso del XX secolo c'è stata una crescita degli aspetti storico-artistici, archivistici e musicali della Cappella. Il museo è stato creato per decreto reale nel 1913. Con lo sviluppo dell'industria turistica in Spagna. Nella seconda metà del XX secolo, la Cappella Reale è diventata una delle principali attrazioni turistiche della città di Granada. Recentemente c'è stato un restauro con la collaborazione del Ministero della Cultura della Junta de Andalucía e della Fondazione Caja Madrid, insieme ad altri contributi pubblici e privati.

## Descrizione

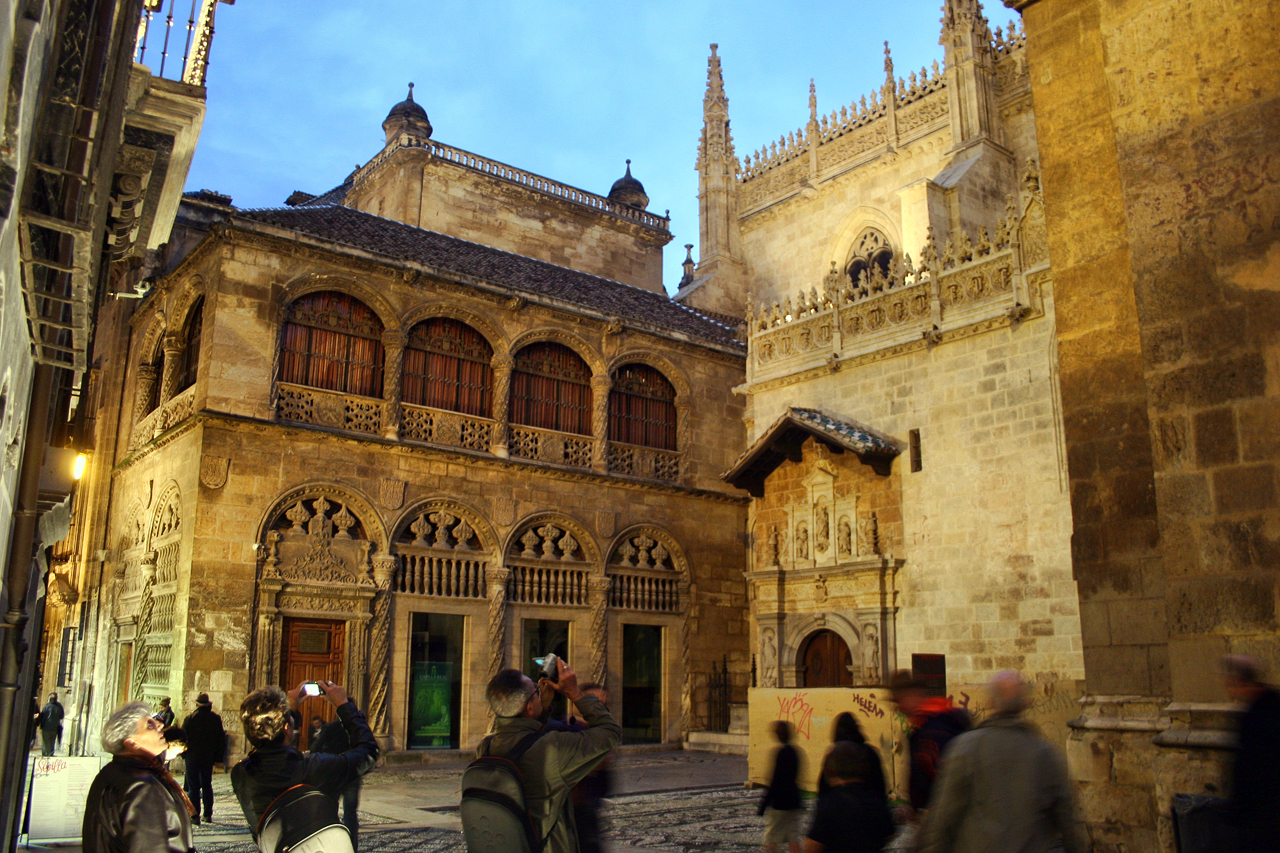
Cappella reale di Granada, 2012

### Esterni
La cappella porge all'osservatore il proprio lato destro, sormontato da una balaustra a pinnacoli, il quale ospita un portale realizzato da Juan Garcia de Prada in stile plateresco.
L'ingresso alla cappella avviene tuttavia attraverso un altro edificio, detto Lonja, realizzato tra il 1518 e il 1522 addosso alla parte anteriore della cappella stessa. Già sede della Borsa di Granada, la Lonja condivide con il portale della Capilla sia lo stile architettonico sia l'autore.

### Interni
L'interno della cappella segue lo stesso modello del Monastero di San Juan de los Reyes a Toledo. Presenta quattro cappelle laterali a croce latina e una navata con volta a crociera gotica. Il coro ha un arco centrato fino alla base e una cripta.
Il passaggio al presbiterio crea un effetto luminoso a simboleggiare il sole e la luce della giustizia (in senso albertiano, neoplatonico). C'è una gerarchia del transetto destinato a mausoleo, che è separato da una monumentale inferriata decorata, forgiata nel 1518 da Bartolomé de Jaén.
Al centro del transetto si trovano le tombe di Isabella e Ferdinando (scolpite da Domenico Fancelli nel 1517) e di Giovanna e Filippo (eseguite da Bartolomé Ordóñez nel 1526). Le tombe sono poste in alto e segnano la loro priorità e sono quasi all'altezza dell'altare (a simboleggiare la vicinanza dei re a Dio).

#### Contenuto

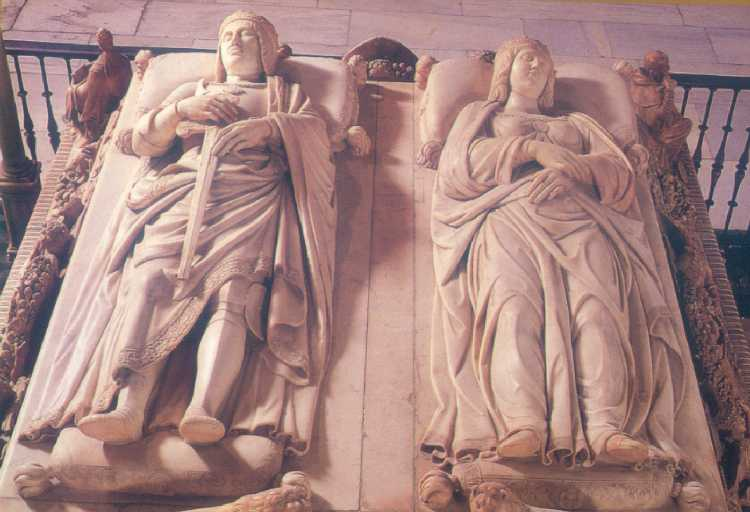
Tomba dei Re Cattolici, Cappella Reale di Granada, realizzata nel 1517 da Domenico Fancelli.

Nella Cappella Reale si trovano le tombe di:
- Isabella I di Castiglia, regina di Castiglia e di suo marito
- Ferdinando II d'Aragona, Re d'Aragona.

La tomba è stata realizzata da Domenico Fancelli.
In un'altra tomba, opera di Bartolomé Ordóñez, sono rappresentati:
- Giovanna di Castiglia "la Pazza", regina di Castiglia e Aragona, e suo marito:
- Filippo I di Castiglia "il Bello", re jure uxoris di Castiglia; il suo cuore è sepolto nella chiesa di Nostra Signora a Bruges, in Belgio.

Nella cripta si trova anche il sarcofago dell'Infante Miguel da Paz, principe del Portogallo, nipote dei monarchi cattolici, morto da bambino.
Le zone più importanti all'interno del tempio sono l'altare maggiore, il recinto principale e la cripta con le cinque bare di piombo contenenti le spoglie dei re e il piccolo Infante, riconoscibili ciascuna dalle iniziali dei loro nomi. Tuttavia, poiché è ancora dedicata al culto cattolico, in alcuni periodi è chiusa ai turisti.
Nel retablo dell'altare maggiore, eseguito nel 1522 da Felipe Bigarny, la parte inferiore ospita alcune rappresentazioni della presa di Granada, mentre nella parte superiore sono presenti raffigurazioni di alcune scene della Passione. Diego de Siloé è probabilmente l'autore delle due statue che, ai lati del retablo, rappresentano i re Isabella e Ferdinando in posizione di preghiera.
Il tema della Passione caratterizza anche un trittico di Dieric Bouts, opera che si trova nel mezzo del retablo che, nella parte sinistra del transetto, fu realizzato nel 1521 da Iacopo Torni (soprannominato "l'Indaco") e dipinto da Pedro Machuca. Torni è anche autore dell'Annunciazione collocata sopra la porta di accesso alla Sacrestia.
La Sacrestia, riadattata a Museo, conserva una serie di opere lasciate in eredità dai monarchi cattolici. I punti salienti della sua galleria di dipinti sono opere delle scuole fiamminga, italiana e spagnola, con dipinti di autori come Juan de Flandes e Hans Memling (Madonna del latte e Cristo deposto dalla Croce), nonché un raro esempio di Sandro Botticelli (Agonia nel Getsemani) e altri pittori del XV secolo come Rogier van der Weyden (Nascita di Gesù e Pietà), Dieric Bouts (Ecce homo e Madonna), Pedro Berruguete (San Giovanni), Perugino e Bartolomé Bermejo, oltre che del Maestro de la Sangre. Il lavoro degli orafi in mostra include la corona e lo scettro dei monarchi cattolici, abiti e libri della Regina (tra i quali un messale del 1496).
Nell'angolo tra la Cappella Reale e il Sagrario si trova la Lonja, spazio un tempo dedicato alle banche e al commercio. È stata recentemente restaurata ed è visitabile, sia per il suo interesse architettonico (i tetti a cassettone) sia per gli oggetti esposti all'interno (dipinti, mobili).

## Maestri di cappella

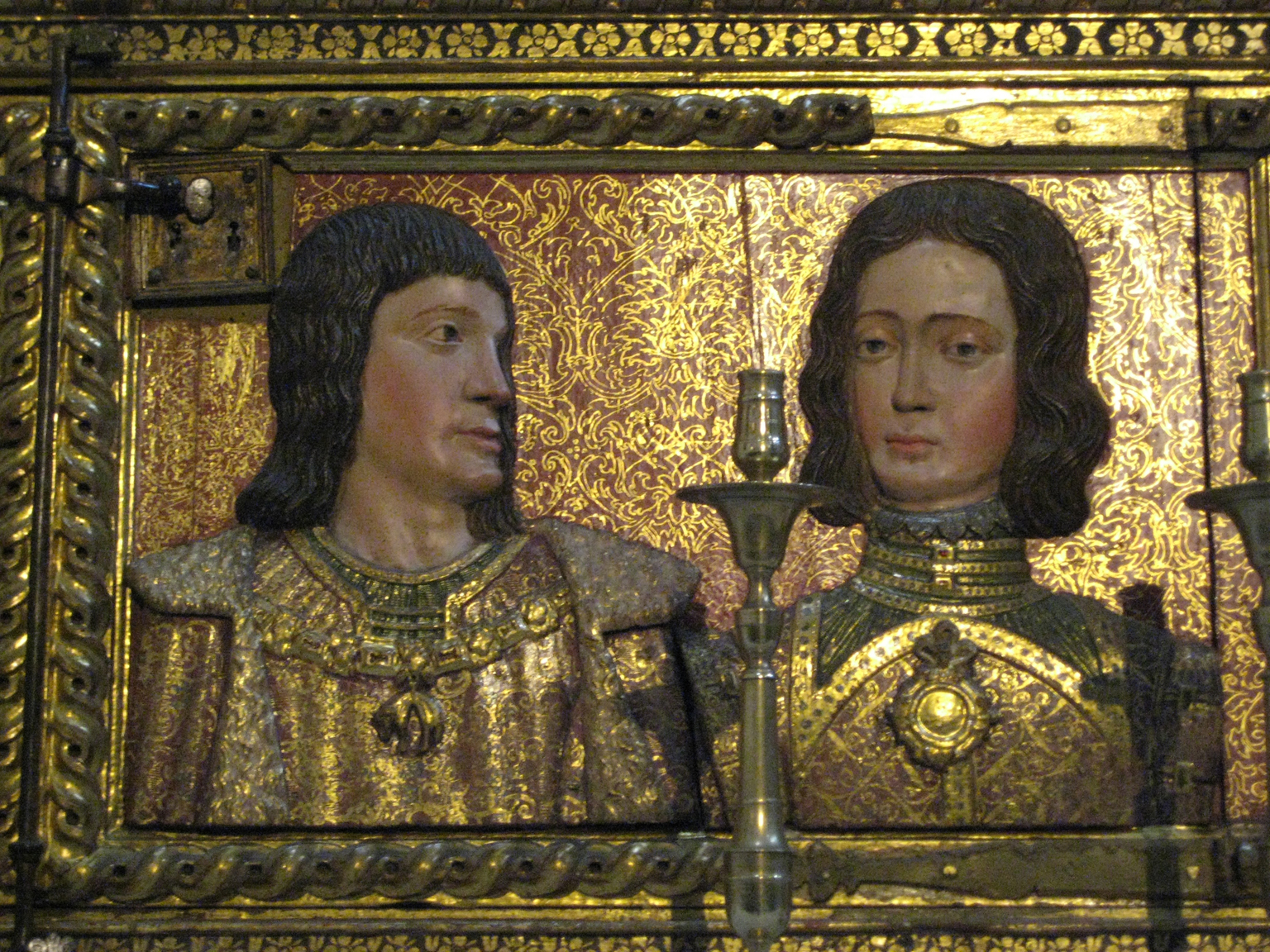
Giovanna di Castiglia e Filippo I di Castiglia di Alonso de Mena, c. 1632

Dalla sua fondazione e per secoli, la Cappella Reale ha avuto maestri che si occupavano della composizione della musica per le funzioni liturgiche e della direzione di tutte le questioni relative alla sua interpretazione. Tra le funzioni di questi musicisti c'era anche l'educazione delle voci degli "infantillos" e la cura dell'archivio. Per accedere alla carica, i candidati dovevano partecipare a un concorso pubblico con prove di composizione e conoscenza musicale; il risultato poteva essere solo l'assegnazione dell'incarico ad artisti autentici. Tra gli archivi che compongono il catalogo musicale di questa istituzione spiccano per il loro numero e la loro straordinaria estensione cronologica, gli spartiti del compositore Antonio Cavallero, che fu nominato alla carica nel 1757, in sostituzione di Pedro Furió che ufficialmente lasciò morire la carica intorno al 1822, chiudendo un interessante rapporto di maestri di ruolo.
Altri importanti maestri della Cappella Reale furono:
- Bernardino de Figueroa - in seguito vescovo di Brindisi 1571–1591.
- Rodrigo de Ceballos (1561-1581)
- Ambrosio Cotes (1581–1596)
- Alonso de Mena (1587-1646) nato a Granada.